# Scylla Médici
Scylla Nogueira Médici GCB (Bagé, 4 de outubro de 1907 — Rio de Janeiro, 25 de janeiro de 2003) foi esposa de Emílio Garrastazu Médici, 28.º presidente do Brasil, e serviu como primeira-dama do país entre 1969 e 1974, durante um dos períodos mais tensos da ditadura militar. Nessa posição, Scylla teve um papel significativo no apoio a iniciativas sociais e culturais, promovendo projetos voltados para a assistência social e ações beneficentes.
Durante seu período como primeira-dama, Scylla manteve uma postura discreta, preferindo manter-se nos bastidores e apoiando o trabalho do esposo. Ela esteve à frente do programa de apoio à Legião Brasileira de Assistência (LBA), organização fundada por Darcy Vargas, dedicada a oferecer suporte social a famílias carentes e assistência às mulheres e crianças em situação de vulnerabilidade. A LBA se tornou um dos principais canais de atuação de Scylla, que, com sua influência, expandiu suas ações e reforçou seu impacto social.
Conhecida por seu caráter reservado, Scylla acompanhava o marido em viagens e cerimônias oficiais, mas raramente aparecia em eventos públicos por conta própria. Após o término do mandato presidencial de Médici em 1974, o casal se retirou para uma vida mais privada.

## Biografia
Scylla Gaffrée Nogueira nasceu em Bagé, uma cidade do interior do Rio Grande do Sul, em 4 de outubro de 1907. Filha de Inocente Martins Nogueira e Maria das Mercês Lucas Gaffrée, era a terceira das quatro irmãs Juliana, Irene e Scyla. Em 1930, aos 23 anos, casou-se com o então jovem militar Emílio Garrastazu Médici. O casal teve dois filhos: Sérgio Nogueira Médici, que se tornou agropecuarista, e Roberto Nogueira Médici, engenheiro e professor universitário. Ambos receberam honrarias importantes durante o governo do pai, sendo agraciados com os títulos de Comendadores e Grandes-Oficiais da Ordem Militar de Cristo, em 1972 e 1973, respectivamente.
Durante a década de 1930, Scylla e Emílio Médici participaram do movimento Integralista, fazendo parte da Ação Integralista Brasileira, que tinha em Bagé um núcleo ativo. Essa experiência política e ideológica refletia as influências do período, marcado por movimentos nacionalistas e autoritários que buscavam unir os ideais de tradição, família e ordem no país.

## Primeira-dama do Brasil
Scylla Nogueira Médici, ao se tornar primeira-dama do Brasil aos sessenta anos, manteve-se discreta, limitando-se aos afazeres tradicionais de dona de casa e dedicando-se ao papel de esposa e mãe. A partir de 1969, Scylla assumiu a liderança em programas sociais, especialmente na LBA, onde promoveu diversas ações de suporte a mulheres e crianças em situação de vulnerabilidade. Sua postura discreta e seu comprometimento com o papel de esposa e mãe refletiram-se em seu estilo de vida público, mantendo-se reservada e raramente envolvida em atividades políticas ou sociais independentes do trabalho de seu marido.
Em dezembro de 1969, no Dia Nacional da Família, Scylla transmitiu uma mensagem para as mulheres brasileiras por meio da revista Brasil Jovem, em que descreveu sua visão do papel feminino, enfatizando a importância de apoiar e fortalecer o lar e a família.

Na mensagem, Scylla referiu-se ao novo papel do marido, Garrastazu Médici, como presidente, afirmando que, para ela, a função dele não mudava sua missão: ser a esposa dedicada e a mãe, proporcionando um ambiente acolhedor e sereno para ele. Ela conclamou as mulheres brasileiras a cultivarem a fé, a confiança e o apoio ao presidente, reconhecendo que ele não possuía “milagres na palma da mão”, mas oferecia ao país lealdade, trabalho, austeridade e justiça.
Desde que o nome de meu marido foi escolhido para o exercício da Presidência da República, em substituição ao grande Costa e Silva, formou-se ao meu redor intenso e compreensível movimento de curiosidade. Aqui estou, mas para trazer uma palavra, fazer um aceno a todas as mulheres como eu. Sou e serei sempre o que fui: a esposa de meu marido, duas vezes mãe. Ao longo de minha vida, não me tem feito maior diferença a função que ele exerce desde que permitido me seja estar ao seu lado. Minha valia é tão pouca, minha missão é tão fácil e tão suave. A mim toca fazer-lhe a casa amiga e serena, fazê-lo sentir-se o homem simples e confiante que sempre foi, fazer o presente encontrar-se com as raízes de si mesma no amor de nosso lar. Desejaria dizer a todas as esposas, neste Dia Nacional da Família, às outras avós, mães e filhas que com elas me identifico, me associo e me integro na silenciosa tarefa de fazer o Brasil crescer dentro de casa. E, voltando meu coração para o coração da mulher brasileira, peço a todas e a cada uma que lhe deem a sua fé. Peço que ajudem outras pessoas a acreditarem e confiarem nele também. Mas peço que vejam no novo presidente um homem que não traz milagres na palma da mão, mas um homem de quem sempre podemos esperar lealdade e trabalho, austeridade e justiça.
Além disso, Scylla destacou-se pelo cuidado com a gestão pública ao decorar a Granja do Riacho Fundo, residência oficial, apenas com móveis oriundos dos depósitos públicos de Brasília, recusando-se a fazer gastos adicionais com recursos públicos. Essa atitude reforçou seu compromisso com a austeridade e a simplicidade, valores que ela e seu marido defendiam publicamente.

### Viagem oficial
Entre os dias 6 e 10 de dezembro de 1971, Scylla Médici e o presidente Emílio Médici realizaram uma visita oficial aos Estados Unidos. Durante essa viagem, o casal presidencial foi recebido pelo presidente Richard Nixon e pela primeira-dama Pat Nixon. Esse encontro marcou um importante momento nas relações diplomáticas entre Brasil e Estados Unidos, com Scylla assumindo seu papel de primeira-dama ao lado do marido em uma série de compromissos oficiais e culturais que fortaleceram a imagem do Brasil no cenário internacional.

### Moda e elegância
Durante seu tempo como primeira-dama, Scylla Médici contou com o estilista gaúcho Rui Spohr para compor seu guarda-roupa. Spohr, conhecido por sua sofisticação, criava peças que combinavam elegância e discrição, em sintonia com o estilo reservado de Scylla. Ela usou dezenas de vestidos criados por ele, adequados para as quatro estações do ano e pensados para diferentes ocasiões, desde solenidades e eventos de gala até peças específicas para viagens oficiais. A colaboração entre Scylla e Spohr ajudou a projetar uma imagem de sobriedade e refinamento que marcou sua passagem como primeira-dama.

## Últimos anos
Em 1º de julho de 1986, quase um ano após a morte do ex-presidente Emílio Garrastazu Médici, Scylla revelou ao Jornal do Brasil que seu marido tinha a intenção de iniciar um processo de abertura política antes do término de seu mandato. Segundo Scylla, esse plano foi impedido por Ernesto Geisel, seu sucessor, que teria ameaçado renunciar à sua candidatura caso Médici implementasse essa iniciativa.
No início de 2003, Scylla sofreu um acidente vascular cerebral e foi internada no Hospital Samaritano. Posteriormente, foi transferida para o Hospital Central do Exército (HCE), onde faleceu em 25 de janeiro, aos 95 anos, por causas naturais. Seu sepultamento ocorreu no Cemitério São João Batista, em Botafogo, Rio de Janeiro, ao lado do marido.

## Honra
| Insígma | País     | Honra                                                                                         | Data                 |
| ------- | -------- | --------------------------------------------------------------------------------------------- | -------------------- |
|         | Portugal | Grã-Cruz da Ordem de Benemerência, concedida pelo Presidente Américo de Deus Rodrigues Thomaz | 24 de abril de 1972. |